# Gluon

Gluonen

Gluonen (av engelska glue, ’lim’) är den kraftbärande partikeln i teorin för stark växelverkan, den så kallade kvantkromodynamiken. Gluonerna binder samman kvarkar till hadroner, som protonen, neutronen och π-mesonen. Gluonen är elektriskt neutral, har spinn 1 och är masslös. 
I kvantkromodynamiken växelverkar kvarkar genom att sända ut och absorbera gluoner. All stark växelverkan sker mellan partiklar med en typ av laddning som kallas färgladdning, vilken beskrivs av den icke-abelska gruppen SU(3). För gluonen finns det 8 olika sådana laddningstillstånd och man brukar därför säga att det finns åtta gluoner. Eftersom gluonerna själva har färgladdning betyder det också att de kan växelverka med varandra. Detta leder till fenomen som asymptotisk frihet och färginneslutning.
Gluonen upptäcktes i experiment på 80-talet vid den tyska acceleratorn PETRA vid DESY i Hamburg, i så kallade tre-jet-händelser, där en kollision av en elektron och en positron skapade en kvark, en antikvark och en gluon.